# Agent oxidant

Pictograma GHS pentru substanțe oxidante.

În chimie, un agent oxidant este un compus sau element care, într-o reacție de oxidoreducere, acceptă un electron de la un alt compus. Deoarece agenții oxidanți primesc electroni, se spune despre ei că sunt reduși în aceste reacții.